# Li Haonan
Li Haonan, född 13 juli 1999, är en kinesisk basketspelare. 
Li deltog vid olympiska sommarspelen 2020 och var en del av Kinas lag som blev utslagna i gruppspelet i tremannabasket.